# Maarkedal
Maarkedal és un municipi belga de la província de Flandes Oriental a la regió de Flandes. Està compost per les seccions d'Etikhove, Maarke-Kerkem, Nukerke i Schorisse.